# Pomnik 500-lecia urodzin Mikołaja Kopernika w Toruniu
Pomnik 500-lecia urodzin Mikołaja Kopernika w Toruniu (również znany jako Helios) – pomnik położony na skwerze przy placu Rapackiego w Toruniu, od wschodniej strony al. Jana Pawła II, w pobliżu dawnego Banku Rzeszy. Zaprojektowany został przez Józefa Kopczyńskiego.
Pomnik został odsłonięty 15 lutego 1973 roku, z okazji 500-lecia urodzin Mikołaja Kopernika.
Pomnik stanowi brązowa rzeźba prezentująca układ heliocentryczny. Jest on umieszczony na granitowym postumencie. Na nim widnieje napis Sol omnia regit (Słońce wszystkim włada). Masa pomnika wynosi około dwie tomy.
Według powszechnej w Toruniu opinii podczas II wojny światowej, na miejscu dzisiejszego pomnika Helios, miał stanąć nowy pomnik Mikołaja Kopernika. Pogląd ten odrzuca m.in. historyk sztuki Katarzyna Kluczwajd. Zdaniem regionalistów Adama Kowalkowskiego i Marcina Orłowskiego nowy pomnik Kopernika miał stanąć mniej więcej w tym samym miejscu, gdzie obecnie mieści się pomnik Józefa Piłsudskiego.